# 20 грудня
20 грудня — 354-й день року (355-й у високосні роки) у григоріанському календарі. До кінця року залишається 11 днів.

## Свята і пам'ятні дні

### Міжнародні
- ООН: Міжнародний день солідарності людей

### Національні
- Макао: День утворення особливого адміністративного району Макао.

### Релігійні

#### Західне християнство
- Пам'ять папи Зеферина
- Пам'ять святих Домініка Сілоського[en] та Урсицина Сен-Урсаннського[en]
- Пам'ять Катаріни фон Бори (Лютеранська церква)

#### Східне християнство[1]
- Передсвято Різдва Христового
- Пам'ять священномученика Ігнатія Богоносця
- Пам'ять преподобного Ігнатія Києво-Печерського
- Пам'ять святителів Філогонія Антиохійського та Данила Сербського[en]
- Новодворської і Леньківської, званої «Спасителька потопаючих», ікон Божої Матері

## Іменини
✝  Католицькі: Домінік, Зеферин, Урсицин.
✙ Православні: Данило, Ігнатій, Філогоній.

## Події
- 69 — Римський сенат обрав Імператором Веспасіана, завершуючи Рік чотирьох імператорів.
- 1192 — Король Англії Річард I був захоплений герцогом Австрії Леопольдом V на шляху з Третього хрестового походу.
- 1334 — Бенедикт XII був обраний новим Папою Римським.
- 1637 — після капітуляції реєстровців під Боровицею гетьман нереєстрового запорізького козацтва Павлюк полонений урядовими військами Речі Посполитої; страчений у Варшаві в березні 1638.
- 1753 — У Петербурзі видано царський указ про ліквідацію митного кордону між Гетьманщиною та рештою Російської імперії.
- 1803 — США формально стали власниками території Луїзіана, придбаної у Франції (відповідний договір підписали Томас Джефферсон і Наполеон Бонапарт; за $15 млн. США отримали територію площею 2.1 млн. км²).
- 1808 — Піренейська війна: почалася Друга облога Сарагоси.
- 1848 — після перемоги на виборах Шарль Луї Наполеон став першим (і єдиним) Президентом Другої Французької республіки.
- 1868 — У Львові засноване українське товариство «Просвіта».
- 1880 — У Нью-Йорку на Бродвеї загорілися перші електричні вогні. Вулиця отримала другу назву — Великий Білий Шлях.
- 1892 — Інженери Александр Браун і Джордж Стіллман з американського містечка Сіракузи (штат Нью-Йорк) отримали патент на пневматичні автомобільні шини. До цього шини робилися з монолітної гуми.
- 1906 — вперше «Кобзар» Тараса Шевченка виданий російською мовою.
- 1912 — Лондонською конференцією послів і Лондонським мирним договором, укладеним після першої Балканської війни, була визнана незалежність Албанії.
- 1917 — заснована Всеросійська надзвичайна комісія з боротьби з контрреволюцією і саботажем при РНК РРФСР.
- 1924 — Адольф Гітлер був звільнений з Ландсберзької вʼязниці.
- 1938 — американський інженер російського походження Володимир Зворикін, співробітник компанії Westinghouse Electronic Corporation запатентував два революційних пристрої — кінескоп та іконоскоп.
- 1942 — Друга світова війна: японські ВПС почали бомбардування Калькути (Індія).
- 1946 — відбулася премʼєра фільму «Це дивовижне життя».
- 1948 — Війна за незалежність Індонезії: нідерландська армія захопила місто Джок’якарта — тимчасову столицю новоутвореної Республіки Індонезія.
- 1955 — Кардіфф був проголошений столицею Уельсу.
- 1957 — Boeing 707 здійснив свій перший політ.
- 1960 — був заснований В’єтконг.
- 1961 — у Північній Ірландії відбулася остання смертна кара.
- 1968 — Зодіак здійснив своє перше вбивство.
- 1984 — Компанія Bell Labs оголосила про завершення розробки мегабітного чипу пам'яті, який міг зберігати більше мільйона біт електронних даних — вчетверо більше, ніж існуючі на той час чипи.
- 1989 — операція «Just Cause» ("Справедливість"): американські війська Панами.
- 1991 — незалежність України визнали Киргизстан та Туркменістан.
- 1995 — встановлено дипломатичні відносини України з Боснією і Герцеговиною.
- 1999 — Згідно з домовленостями із Португалією під юрисдикцію Китаю перейшла португальська колонія Макао — остання європейська колонія в Азії.
- 2000 — Парламент Великої Британії схвалив клонування людини, але винятково в медичних цілях.
- 2019 — були засновані Космічні сили США.
- 2019 — у США у кінопрокат вийшла остання (дев'ята) частина космічної саги «Зоряні війни: Скайвокер. Сходження».

## Народились
Дивись також Категорія:Народились 20 грудня
- 1629 — Пітер де Гох, нідерландський художник, представник Делфтської школи.
- 1738 — Клодіон, лотаринзький і французький скульптор.
- 1805 — Томас Грем, шотландський хімік, якого часто називають «батьком колоїдної хімії».
- 1807 — Йосип Лозинський, етнограф, мовознавець, публіцист, діяч українського національного відродження.
- 1851 — Кнут Віксель, шведський економіст, перший синтезував концепції Австрійської школи, ставши одним з вчителів Стокгольмської школи, автор ефекту Вікселя.
- 1861 — Івана Кобільца, словенська художниця.
- 1876 — Волтер Сідні Адамс, американський астроном.
- 1901 — Роберт ван де Грааф, американський фізик, винахідник високовольтного електростатичного прискорювача.
- 1917 — Гонсало Рохас, чилійський поет.
- 1919 — Тамара Вишневська, зірка польського кіно українського походження; дочка Сергія Аполлінарійовича Вишневського, редактора двох українських газет: «Українська громада» і «Волинська неділя» у Луцьку, ув'язненого польською владою до концтабору Береза Картузька. Онука відомого українського іконописця Аполлінарія Андрійовича Вишневського з Варковичів, роботи якого знаходяться в Ермітажі Санкт-Петербурга.
- 1922 — Беверлі Пеппер, американська скульпторка.
- 1925 — Чекмак Вілор Петрович, боєць партизанського спротиву урумського (грецького) походження
- 1940 — Анатолій Резніков, радянський режисер мультиплікаційних фільмів (серіал про пригоди Кота Леопольда, «Раз ковбой, два ковбой»).
- 1942 — Жан-Клод Тріше, голова Європейського центрального банку (з 2003 до 2011 року).
- 1948 — Алан Парсонс, англійський музикант, звукорежисер, продюсер. Відомий завдяки роботі з Pink Floyd та Полом Маккартні.
- 1958 — Микола Петренко, заслужений працівник культури України (1993), директор (з 1986) та художній керівник (1986—2015) Київського академічного театру ляльок, «голос» київського метрополітену.
- 1974 — Василь Сліпак, український оперний співак, соліст Паризької національної опери, волонтер, учасник бойових дій під час війни на Сході України у складі добровольчих формувань (загинув від кулі снайпера 29 червня 2016).
- 1980 — Ешлі Коул, англійський футболіст, лівий захисник лондонського «Челсі» і збірної Англії.

## Померли
Дивись також: Категорія:Померли 20 грудня
- 1590 — Амбруаз Паре, французький лікар, якого вважають батьком сучасної хірургії. Заслуги Паре високо цінували сучасники: він був придворним хірургом чотирьох королів — Генріха II, Франциска II, Карла IX і Генріха III.
- 1688 — Антоній Радивиловський, проповідник-полеміст.
- 1783 — Антоніо Солер, іспанський композитор і клавесиніст, учень Доменіко Скарлатті.
- 1868 — Кукольник Нестор Васильович, письменник українського русинського походження, драматург, поет, літературний критик, композитор, видавець, громадський діяч. Син вченого і педагога Василя Кукольника, брат Платона та Павла Кукольників.
- 1968 — Джон Стейнбек, американський письменник, лауреат Нобелівської премії з літератури, автор реалістичних романів («Миші і люди», «Грона гніву», «Схід Едему», «Зима тривоги нашої») і кіносценаріїв («Віва, Запата!»).
- 1974 — Андре Жоліве, французький композитор
- 1982 — Артур Рубінштейн, польський піаніст, лавреат багатьох премій Греммі.
- 1996 — Карл Саган, американський астроном, астрофізик та видатний популяризатор науки. Здобув світову славу за свої науково-популярні книги і телевізійний міні-серіал «Космос: Особиста мандрівка».
- 2009 — Бріттані Мерфі, американська акторка, співачка і продюсер.
- 2016 — Мішель Морган, відома французька акторка.